# Felix Eberty

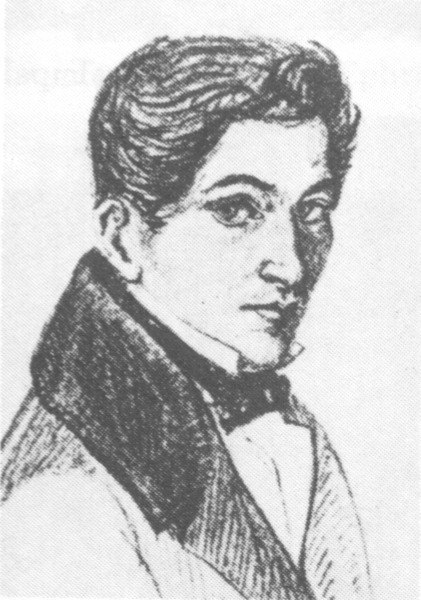
Felix Eberty

Georg Friedrich Felix Eberty (* 26. Januar 1812 in Berlin; † 7. Juli 1884 in Arnsdorf, Landkreis Hirschberg im Riesengebirge, Niederschlesien) war ein deutscher Jurist, Amateurastronom und Schriftsteller.

## Leben
Eberty entstammt der jüdischen Berliner Familie Ephraim. Er wurde als Sohn des Bankiers Hermann Eberty (1784–1856, 1810 Namensänderung von Heimann Joseph Ephraim zu Hermann Eberty) und dessen Frau Babette, geb. Mosson (1788–1831) geboren. Der Großvater Felix Ebertys war der Bankier Joseph Veitel Ephraim (1730–1786), sein Urgroßvater war der Hoffaktor Veitel Heine Ephraim. Eberty heiratete die Gutsbesitzerstochter Marie Amalie Catharina, geb. Hasse (* 21. Mai 1822 in Barottwitz bei Breslau, heute zu Gmina Żórawina gehörig; † 1887 in Arnsdorf) und war der Vater von vier Töchtern, darunter die Älteste Maria Carlotta Margarethe Stobbe und die Dritte, die Novellenautorin Babette von Bülow (Pseudonym Hans Arnold).
Felix wuchs in Berlin auf und besuchte die Cauersche Anstalt. Zusätzlich erhielt er Privatunterricht beim Mathematiker Jakob Steiner. Von 1831 bis 1834 studierte er in Berlin und Bonn Rechtswissenschaft, seine Referendarszeit absolvierte er in Berlin am Stadtgericht und am Kammergericht unter Kammergerichtspräsident Wilhelm Heinrich von Grolman, wurde 1840 Kammergerichtsassessor und dann Richter in Hirschberg, Lübben und Breslau, wo er sich 1849, aus dem Justizdienst ausscheidend, habilitierte, über Natur- und Kriminalrecht las und 1854 außerordentlicher Professor wurde. Nach Abschluss seines Studiums war er in Berlin Mitglied des literarischen Vereins Tunnel über der Spree geworden, dem er zeit seines Lebens verbunden blieb. Er starb am 7. Juli 1884 zu Arnsdorf im Riesengebirge.

## Naturwissenschaftliche Arbeiten
Noch während seiner Tätigkeit im Justizdienst veröffentlichte Eberty in Breslau unter dem Pseudonym F. Y. die 28 Seiten umfassende Schrift Die Gestirne und die Weltgeschichte. Gedanken über Raum, Zeit und Ewigkeit. Sie wurde ins Englische übersetzt und erschien in London noch im selben Jahr – ohne Angabe eines Autors. Ein Jahr später veröffentlichte Eberty, immer noch als F. Y., und unter demselben Titel mit dem Zusatz II. Heft, eine Ergänzung. Im Vorwort weist er darauf hin, dass die englische Ausgabe des 1. Heftes nicht autorisiert sei.
Aaron Bernstein stellte 1855 in der ersten Ausgabe seiner Naturwissenschaftlichen Volksbücher Betrachtungen über Raum, Zeit und Lichtgeschwindigkeit vor, die "ein unbekannter scharfsichtiger Denker" in einer anonymen Schrift angestellt habe. Albert Einstein las in seiner Jugend diese populärwissenschaftlichen Bücher, die als prägend für sein Interesse und seine weitere Laufbahn gelten.
1874 veröffentlichte Eberty, diesmal unter seinem vollständigen Namen, eine zweite deutsche Ausgabe. In England und den USA hatte das Werk in der Zwischenzeit großen Erfolg. Im Vorwort der Ausgabe von 1874 gibt Eberty an, dass bereits 1854 die sechste Auflage in London vergriffen war. W. von Voigts-Rhetz hatte diese Ausgabe für das Werk eines englischsprachigen Anonymus gehalten und 1859 ins Deutsche übersetzt.
Für eine Neuauflage von Ebertys Schrift im Jahr 1923 schrieb Albert Einstein ein Geleitwort.
Der Bildwissenschaftler Karl Clausberg behauptet in seinem 2006 erschienenen Buch Zwischen den Sternen: Lichtbildarchive  einen Einfluss von Ebertys Schrift auf Camille Flammarion, Hermann von Helmholtz, Albert Einstein, Ludwig Klages und Thure von Uexküll sowie auf Walter Benjamin. Er fügte Ebertys Schrift als Faksimile in sein Buch ein und kommentierte sie umfassend.
Der Einstein-Biograph Jürgen Neffe sieht ebenfalls einen Einfluss auf den jungen Albert Einstein und schreibt über Ebertys Schrift: „Hier findet sich auch ein entscheidender Gedanke zur Speziellen Relativitätstheorie: Der Augenblick reist mit dem Licht.“ Die wissenschaftliche Begründung für „derartige Phantastereien“ habe Einstein dann später geliefert.

## Werke
- Beweis der Lehrsätze Band 2. Heft 3. Nr. 54. S. 287. In: Crelles Journal für die reine und angewandte Mathematik Bd. 5 (1830),  p. 107–109
- De vera unionis prolium notione. Typis Francisci Baadeni, Bonnae 1834 (zugleich: Dissertation, Universität Bonn, 1834).
- Die Gestirne und die Weltgeschichte. Gedanken über Raum, Zeit und Ewigkeit. (1. Heft), Schulz, Breslau 1846. (Pseudonym F. Y.)
- Die Gestirne und die Weltgeschichte. Gedanken über Raum, Zeit und Ewigkeit. 2. Heft. Aderholz, Breslau 1847. (Pseudonym F. Y.)
- Die Gestirne und die Weltgeschichte. Gedanken über Raum, Zeit und Ewigkeit. Kern, Breslau 1874.
- Die Gestirne und die Weltgeschichte. Gedanken über Raum, Zeit und Ewigkeit. (1. und 2. Heft) Mit einem Geleitwort von Albert Einstein. Hrsg. von Gregorius Itelson. Rogoff, Berlin 1923.
- Die Gestirne und die Weltgeschichte. Gedanken über Raum, Zeit und Ewigkeit. (1. und 2. Heft) Mit einem Geleitwort von Albert Einstein. Hrsg. von Werner Graf. Comino, Berlin 2014, ISBN 978-3-945831-01-4 (E-Book).
- Versuche auf dem Gebiet des Naturrechts. Leipzig 1852.
- Über Gut und Böse. Berlin 1855.
- Walter Scott. Ein Lebensbild. 2 Bände. Breslau 1860; 2. Auflage 1870 (mehrfach übersetzt).
- Die Sterne und die Erde. Leipzig 1860.
- Lord Byron. Eine Biographie. 2 Bände. Leipzig 1862; 2. Auflage 1879.
- Geschichte des preußischen Staats. 7 Bände. Breslau 1867–1873.
  - Band 1: 1411–1688. Breslau 1867, 718 Seiten (Digitalisat).
  - Band 2: 1688–1740. Breslau 1868, 702 Seiten (Digitalisat).
  - Band 3: 1740–1756. Breslau 1868, 424 Seiten (Digitalisat).
  - Band 4: 1756–1763. Breslau 1869, 368 Seiten (Digitalisat).
  - Band 5: 1763–1806. Breslau 1870 (Digitalisat).
- Jugenderinnerungen eines alten Berliners. Berlin 1878 (Digitalisat).
  - Nach handschriftlichen Aufzeichnungen des Verfassers von J. von Bülow ergänzte und neu herausgegebene Ausgabe. Verlag für Kulturpolitik, Berlin 1925.
  - Neuausgabe der erweiterten Ausgabe von 1925, ergänzt um fehlende Kapitel der Ausgabe von 1878 und mit Anmerkungen versehen, Nachwort von Theodor Fontane. Berlin 2015, ISBN 978-3-945831-05-2.